# Ellula guaduae
Ellula guaduae är en svampart som först beskrevs av Viégas, och fick sitt nu gällande namn av Nag Raj 1980. Ellula guaduae ingår i släktet Ellula, klassen Agaricomycetes, divisionen basidiesvampar och riket svampar.   Inga underarter finns listade i Catalogue of Life.